# Karol Mets
Karol Mets (Viljandi, 1993. május 16. –) észt válogatott labdarúgó, a német St. Pauli hátvédje.

## Pályafutása

### Klubcsapatokban
Mets 2011-ben mutatkozott be az észt élvonalban a Flora Tallinn csapatában, melynek 2014-ig volt a játékosa és amellyel 2011-ben észt bajnok lett. 2014 és 2017 között hetvenkét bajnoki lépett pályára a norvég Viking FK színeiben. 2017 és 2019 között a holland NAC Breda játékosa volt. 2020 és 2021 között a szaúd-arábiai el-Áttifák futballozott.

### Válogatottban
Többszörös észt utánpótlás válogatott, az U19-es csapat tagjaként részt vett a hazai rendezésű 2012-es U19-es labdarúgó-Európa-bajnokságon. A felnőtt válogatottban 2013-ban debütált a liechtensteini labdarúgó-válogatott ellen.

## Sikerei, díjai
Flora Tallinn:
- Észt labdarúgó-bajnokság bajnok: 2011
- Észt labdarúgókupa győztes: 2013
- Észt labdarúgó-szuperkupa győztes: 2011, 2012